# العلاقات السيراليونية القبرصية
العلاقات السيراليونية القبرصية هي العلاقات الثنائية التي تجمع بين سيراليون وقبرص.

## مقارنة بين البلدين
هذه مقارنة عامة ومرجعية للدولتين:
| وجه المقارنة                                              | سيراليون       | قبرص                                                                 |
| --------------------------------------------------------- | -------------- | -------------------------------------------------------------------- |
| المساحة (كم2)                                             | 71.74 ألف      | 9.24 ألف                                                             |
| عدد السكان (نسمة)                                         | 7.56 مليون     | 1.14 مليون                                                           |
| الكثافة السكانية (ن./كم²)                                 | 105.38         | 123.38                                                               |
| العاصمة                                                   | فريتاون        | نيقوسيا                                                              |
| اللغة الرسمية                                             | لغة إنجليزية   | اليونانية الحديثة، اللغة التركية، لغة يونانية                        |
| العملة                                                    | ليون سيراليوني | يورو، جنيه قبرصي                                                     |
| الناتج المحلي الإجمالي (بليون دولار)                      | 3.77 مليار     | 21.65 مليار                                                          |
| الناتج المحلي الإجمالي (تعادل القوة الشرائية) بليون دولار | 10.13 مليار    | 26.73 مليار                                                          |
| الناتج المحلي الإجمالي الاسمي للفرد دولار أمريكي          | 653            | 23.24 ألف                                                            |
| الناتج المحلي الإجمالي للفرد دولار أمريكي                 | 1.97 ألف       | 30.24 ألف                                                            |
| مؤشر التنمية البشرية                                      | 0.413          | 0.850                                                                |
| رمز المكالمات الدولي                                      | +232           | +357                                                                 |
| رمز الإنترنت                                              | .sl            | .cy                                                                  |
| المنطقة الزمنية                                           | 00             | ت ع م+02:00، ت ع م+03:00، توقيت شرق أوروبا، توقيت شرق أوروبا الصيفي ‏ |

## منظمات دولية مشتركة
يشترك البلدان في عضوية مجموعة من المنظمات الدولية، منها:
| علم المنظمة | اسم المنظمة                               | تاريخ انضمام سيراليون | تاريخ انضمام قبرص |
| ----------- | ----------------------------------------- | --------------------- | ----------------- |
|             | مؤسسة التنمية الدولية                     | 13 نوفمبر 1962        | 2 مارس 1962       |
|             | يونسكو                                    | 28 مارس 1962          | 6 فبراير 1961     |
|             | مؤسسة التمويل الدولية                     | 10 سبتمبر 1962        | 2 مارس 1962       |
|             | منظمة حظر الأسلحة الكيميائية              | ?                     | ?                 |
|             | الأمم المتحدة                             | 27 سبتمبر 1961        | 20 سبتمبر 1960    |
|             | الاتحاد الدولي للاتصالات                  | 30 ديسمبر 1961        | 24 أبريل 1961     |
|             | منظمة الشرطة الجنائية الدولية             | ?                     | ?                 |
|             | البنك الدولي للإنشاء والتعمير             | 10 سبتمبر 1962        | 21 ديسمبر 1961    |
|             | الاتحاد البريدي العالمي                   | ?                     | ?                 |
|             | المركز الدولي لتسوية المنازعات الاستشارية | 14 أكتوبر 1966        | 25 ديسمبر 1966    |
|             | وكالة ضمان الاستثمار متعدد الأطراف        | 20 يونيو 1996         | 12 أبريل 1988     |
|             | منظمة التجارة العالمية                    | ?                     | ?                 |
|             | دول الكومنولث                             | 1961                  | ?                 |

## وصلات خارجية
- موقع وزارة الخارجية القبرصية